# Нова Весь (Кротошинський повіт)
Нова Весь (пол. Nowa Wieś) — село в Польщі, у гміні Роздражев Кротошинського повіту Великопольського воєводства.
Населення — 611 осіб (2011).
У 1975-1998 роках село належало до Каліського воєводства.

## Демографія
Демографічна структура станом на 31 березня 2011 року:
|          | Загалом | Допрацездатний вік | Працездатний вік | Постпрацездатний вік |
| -------- | ------- | ------------------ | ---------------- | -------------------- |
| Чоловіки | 307     | 69                 | 217              | 21                   |
| Жінки    | 304     | 82                 | 169              | 53                   |
| Разом    | 611     | 151                | 386              | 74                   |